# Поль Тремо
Поль Тремо (пол. Paul Tremo, 1733 — 1810) — шеф-кухар при дворі короля Станіслава-Августа Понятовського, отримав звання «першого кухаря у Європі». 
Народився в Берліні в сім'ї Гугенотів. Свою майстерність здобув під час подорожей по Європі. Відомо також, що вивчав численні праці вчених різних епох. 
Був пов'язаний з королем з ранньої молодості і вірно служив йому до кінця. Король платив йому понад 10000 злотих на рік, що вважалося найвищою зарплатою шеф-кухаря в Речі Посполитій. Був, серед інших, відповідальним за кулінарну оздобу четвергових обідів. Кулінарні смаки Станіслава-Августа започаткували моду на вишукану, але легку кухню, поєднуючи французькі та польські кулінарні традиції. Поступово, відмовляючись від сарматської стриманості в їжі та питті, все більше уваги приділялося здоровому харчуванню. 
Коли Станіслав-Август Понятовський зрікся влади і оселився в Петербурзі, Тремо супроводжував його. Після смерті короля в 1798 році повернувся до Польщі і оселився в садибі, запропонованій королем у Ґжибові під Варшавою. Був похований на Євангелічному реформаторському кладовищі у Варшаві як Петро Павло Тремо. 
Написав твори: «Кухонна ботаніка» (втрачена дисертація про кулінарні властивості різних трав і овочів), з трьох рукописних примірників відомою є його кулінарна книга з різними назвами, наприклад: «Точна наука про те, як варити і готувати страви з м'яса, риби, овочів, борошна, а також приправляти різні соуси, роблячи перфораційну есенцію». 
Учнем Пола Тремо був відомий шеф-кухар і автор перших систематичних кулінарних книг у Польщі Ян Шитлер. 